# Azul cobalto (novela)
Azul cobalto es una novela dramática de ficción de 2013 del guionista y dramaturgo indio Sachin Kundalkar. Fue la novela debut de Kundalkar y se publicó por primera vez en 2006 en marati, fue relanzada en inglés en 2013. La historia sigue a un hermano y hermana, quienes se enamoran de su huésped en casa. La novela aborda el tema de la sexualidad, la familia y la sociedad.

## Desarrollo
Kundalkar comenzó a escribir Azul cobalto como un monólogo de ambos hermanos a la edad de 20 años y lo terminó a los 22, tras mostrárselo a sus amigos, decidió trabajarlo como una novela, la cual se publicó en 2006 en Idioma marati. En 2013, Jerry Pinto leyó la novela y trabajó como traductor de la novela al inglés. Kundalkar dijo que leyó el manuscrito de la versión de Pinto: «Me di cuenta de que estaba hecho de manera muy orgánica. No era técnicamente correcto. Era emocionalmente correcto». Pinto dijo que le leyó la novela a su profesor de marathi después de traducirla para pedirle sugerencias.

## Recepción
Somak Ghoshal de Mint dijo en su reseña: «Con su complejo diseño narrativo y su audaz imaginación, [la novela] supera fácilmente la mayoría de las ficciones en inglés que han aparecido en India en lo que va del año». Joanna Lobo de Daily News and Analysis calificó las observaciones de Kundalkar sobre la vida como «agudas e ingeniosas». Sandip Roy de Firstpost dijo que la novela «plantea preguntas provocativas sobre el poder del amor y las muchas formas en que uno transgrede en su nombre».
Una reseña de Publishers Weekly escribió: «en su novela debut, Kundalkar combina dos voces distintas y complementarias para ofrecer una historia compleja e intrincada sobre el amor, la familia y la construcción del propio camino». Saaz Aggarwal, de The Hindu, la calificó como una «novela de transición a la adultez de alta calidad» que explora el «descubrimiento, la confusión resultante y la bravuconería de la homosexualidad en un entorno hostil».
La autora Kamila Shamsie la definió como «una novela fascinante sobre el desamor, los recuerdos y la facilidad de enamorarse, frente a la imposibilidad de conocer plenamente a otras personas». Mientras que Janice Pariat calificó la escritura de Kundalkar como «magistral en su juego de voces» y« que tiene la capacidad de transformar cada pequeño detalle de lo mundano a lo magnífico».

## Adaptación
En noviembre de 2018, se anunció que se adaptaría la novela a un largometraje del mismo nombre para Netflix . Fue escrita y dirigida por Kundalkar y estaba programada para su transmisión en la plataforma a partir del 3 de diciembre de 2021, pero se pospuso. Se lanzó finalmente el 2 de abril de 2022.